# Tihomir Blaškić
Tihomir Blaškić (2 décembre 1960, village de Brestovsko, municipalité de Kiseljak, République de Bosnie-Herzégovine) est un ancien général croate de Bosnie-Herzégovine condamné pour crime de guerre. Il était le commandant des forces croates en Bosnie-Herzégovine centrale de 1992 à 1994, notamment au moment du conflit entre les Croates et Bosniaques. En 1994 il devint général et en 1995 inspecteur à l'Inspection générale de l'Armée de la République de Croatie (Hrvatska Vojska ab.HV).  Tihomir Blaškić se rendit volontairement le 1er avril 1996 et fut transféré le même jour au Tribunal pénal international pour l'ex-Yougoslavie. Après l'avoir condamné en 2000 en première instance à 45 ans d'emprisonnement pour crimes de guerre lors de la guerre en Bosnie entre 1992 et 1995, la chambre d'appel du TPIY réduit fortement sa peine à 9 ans de prison et l'acquitta en 2004 des principaux faits dont il fut accusé.

## Biographie

### Les débuts de sa carrière militaire
Tihomir Blaškić, est né le 2 décembre 1960 dans le village de Brestovsko, municipalité de Kiseljak dans la République de Bosnie-Herzégovine. Il est issu d'une famille pauvre où les garçons sont traditionnellement destinés à la vie de moine franciscain ou bien à une carrière militaire.
Blaškić choisit de s'inscrire à l'école militaire de Zagreb, établissement dont la vocation était de former les futurs officiers de l'Armée populaire yougoslave (JNA). Très rapidement il se fit remarquer et reçut un poste prestigieux au sein de la garde présidentielle de Josip Broz Tito. Selon son propre témoignage, il aurait pleuré lors de l'enterrement de Tito.
Il sortit de l'Académie militaire de Belgrade en 1983 après avoir été auparavant capitaine dans l'Armée populaire yougoslave. 
En 1991, comme la plupart des Croates, il quitta le JNA avec le grade de commandant pour rejoindre la force armée des Croates de Bosnie-Herzégovine, le HVO (Hrvatsko vijeće obrane : Le Conseil de défense croate).

### Laguerre en Bosnie:1992-1995
Dès la reconnaissance internationale de la Bosnie-Herzégovine le 6 avril 1992, des affrontements armés éclatèrent entre les différentes communautés. Les Croates de Bosnie-Herzégovine créèrent alors le HVO le 8 avril 1992 soutenus par l'armée croate (HV). Les zones qu'ils contrôlent sont englobées dans la Communauté croate de Bosnie-Herzégovine (HZBH).
Au début du conflit, Tihomir Blaškić avait le grade de colonel dans le HVO (Conseil de défense croate. 
Dès le 27 juin 1992, il fut promu Commandant du Quartier Régional des Forces Armées en Bosnie centrale. 
Tihomir Blaškić commandait les troupes du HVO dans la Vallée de La Lašva en Bosnie-Herzégovine centrale, peuplée majoritairement de Musulmans et de Croates.
Entre mai 1992 et janvier 1993, les tensions entre les deux communautés s'exacerbèrent. On assista aux premières destructions de mosquées et de maisons musulmanes, aux premiers meurtres de civils et aux premiers pillages.
Le 2 janvier 1993 fut présenté le plan Vance-Owen. Ce plan de paix prévoyait, entre autres, une Bosnie-Herzégovine décentralisée constituée de dix provinces autonomes et administrées par un gouvernement local démocratiquement élu.
La vallée de La Lašva se situait en grande partie dans une province où, selon le plan, les responsabilités principales étaient attribuées aux Croates.
Lorsque les Croates et les Bosno-croates décidèrent d'anticiper la mise en œuvre du plan Vance-Owen, et de l'exécuter unilatéralement, un conflit ouvert éclata entre les Croates et les Musulmans de Bosnie-Herzégovine centrale.
Après deux ultimatums lancés en janvier et avril 1993 aux Musulmans et destiné à les obliger à rendre leurs armes, les forces croates, sous le commandement direct de Tihomir Blaškić, attaquèrent diverses municipalités de la vallée. 
Les forces croates, HVO et unités indépendantes s'attaquèrent aux biens des populations civiles et à leur personne. Ils pillèrent et brûlèrent les maisons et des étables, abattirent leur bétail, détruisirent ou endommagèrent les mosquées. De plus, ils massacrèrent des civils sans distinction d’âge ni de sexe. Certains furent arrêtés et déportés dans des centres de détention, aux conditions de vie déplorables et où on les força à creuser des tranchées. Ces mêmes civils furent aussi utilisés comme otages ou boucliers humains.

### La fin de la carrière militaire et son emprisonnement
Au mois d'août 1994, Tihomir Blaškić fut élevé au rang de général et nommé commandant du HVO dont le quartier général se situait à Mostar.
En 1996, il fut accusé par le TPIY de crimes contre l’humanité (notamment les crimes commis par les troupes croates, alors qu'elles étaient sous son commandement, contre des Bosniaques de Bosnie-Herzégovine centrale, en particulier dans la vallée de Lašva), infractions graves aux Conventions de Genève de 1949 et violations des lois ou coutumes de la guerre.
Franjo Tuđman, qui avait nommé Blaškić en novembre 1995 inspecteur à l'Inspection générale de l'Armée de la République de Croatie (HV), protesta énergiquement contre ces actes d'accusation. En 1996, les supérieurs militaires de Blaškić lui firent comprendre que son devoir était de se rendre au TPIY afin d'être jugé. 
Son jugement débuta en 1997 et il fut condamné à 45 ans de prison en mars 2000.

### Procès devant le Tribunal pénal international pour l'ex-Yougoslavie

#### Première condamnation
Après la condamnation en première instance, les avocats de Tihomir Blaškić firent appel. Ils présentèrent de nouveaux documents des services de renseignements de Croatie découverts au printemps 2000, après la mort de l'ancien président croate Franjo Tuđman.
Ces documents démontraient, selon eux, l'innocence du général. Ils avaient été cachés par le régime de Franjo Tuđman afin de dissimuler tout lien entre les cercles dirigeants du pouvoir de l'époque et les crimes perpétrés en Bosnie-Herzégovine centrale. 
À la suite de ces nouveaux éléments, en juillet 2004, la cour d'appel reconnut qu'il existait bien une « double chaîne de commandement » et décida de réduire à 9 ans la peine de prison du général croate Tihomir Blaškić.
Il fut ainsi acquitté de seize des dix-neuf charges retenues contre lui pour des attaques et traitements inhumains contre des Bosniaques. La chambre d'appel a estimé qu'il ne pouvait pas être reconnu coupable pour les attaques des villes de Vitez et Busovača. Elle a également souligné qu'il n'avait pas ordonné le massacre d'Ahmići qui avait coûté la vie à plus de 100 civils bosniaques exécutés par les forces croates le 16 avril 1993. Cependant, la chambre d'appel du Tribunal a maintenu les condamnations au titre des crimes liés à la détention des prisonniers, notamment l'usage de personnes protégées pour la construction d'installations militaires défensives et l'usage de détenus comme boucliers humains. Dans leur décision, les juges d'appel ont rappelé que l'affaire Blaškić avait duré aussi longtemps en partie à cause du « manque de coopération » du régime du défunt président Franjo Tuđman. 
Quelques heures après le jugement, le président du tribunal Theodor Meron ordonna qu'on libère Blaškić, à la suite de la demande de ce dernier. Emprisonné durant plus de huit ans et quatre mois à La Haye, le général bénéficia d'une libération anticipée grâce à son bon comportement, à sa santé fragile et au fait qu'il avait des enfants en bas âge. Il regagna Kiseljak en Bosnie-Herzégovine.
À Zagreb, le ministère croate de la Justice salua dans un communiqué la décision du TPIY, évoquant « une contribution historique qui va aider à établir la vérité sur les conflits de Bosnie centrale ». Le président croate, Stipe Mesić, déclara que « cette décision prouvait que le TPI n'était pas une institution politique ». De même, il garantit à Blaškić ainsi qu'à un autre général croate, une retraite anticipée. 
D'après les témoignages rapportés par l'AFP, à l'énoncé du jugement, le général Blaškić demeura impassible. En revanche, dans la salle réservée au public, plusieurs personnes manifestèrent leur joie en applaudissant.
Ratka, la femme de Tihomir Blaškić, toute de blanc vêtue et accompagnée de ses enfants, ne cacha pas sa joie à la suite du verdict. Elle déclara à l'AFP : « Je suis tellement contente. Ce n'était pas possible qu'il ait été condamné à 45 ans. Il va bientôt rentrer à la maison ».
À Sarajevo, les Musulmans de Bosnie-Herzégovine proches des victimes du massacre d'Ahmići furent très déçus par la sentence en appel et restent encore à l'heure actuelle convaincus de la responsabilité du général.
Cette décision ne lève pas le voile sur de nombreux aspects : On n'a toujours pas désigné de façon précise les causes de la guerre croato-bosniaque en Bosnie-Herzégovine entre 1993 et 1994. Néanmoins, cette décision de la cour d'appel infligea au parquet du TPIY un revers important, le mettant dans une situation inconfortable face aux accusations portées à l'encontre d'autres Bosno-croates, notamment Dario Kordić et Mario Cerkez. Les deux hommes contestent leur inculpation et leur condamnation pour leur rôle dans les violences ethniques dans le centre de la Bosnie-Herzégovine. Les procureurs pourraient avoir plus de mal à impliquer de hauts responsables pour des crimes commis par des subordonnés.
Ce verdict semblait mettre fin à une des affaires les plus longues et les plus complexes du TPIY.

#### Nouvelle procédure
En août 2005, de nouvelles preuves à charge concernant la culpabilité de Tihomir Blaškić furent apportées. Le procureur du TPIY, Carla Del Ponte, décida d'engager une nouvelle procédure à l'encontre de Tihomir Blaškić mais la chambre d'appel annula cette nouvelle procédure le 23 novembre 2006.